# Dasychira saussurei
Dasychira saussurei är en fjärilsart som beskrevs av Herman Dewitz 1881. Dasychira saussurei ingår i släktet Dasychira och familjen tofsspinnare. Inga underarter finns listade i Catalogue of Life.